# Mar Ahhaï
Mar Ahhaï, Abda ou Aba (mort en 415) est catholicos de Séleucie et Ctésiphon de 411 à 415.

## Biographie
Disciple d'Abdas de Suse, Ahhaï est le fondateur de l'école de Daïr-Qôni. Il est choisi par l'évêque Marouta pour remplacer le défunt Mar Isaac avec l'accord des évêques, du roi Yazdgard Ier et de la cour. Ahhaï jouit de la faveur du souverain qui l'envoie dans le Fars pour faire un rapport sur des marchandises et des pierres précieuses arrivant de l'Inde et de Chine par navires, et que le gouverneur local, le prince Nahrouz, fils de Sapor, un neveu de Yazdgard, prétendait avoir été volées par des pirates. Les conclusions d'Ahhaï confirment les assertions du prince et il obtient de visiter les tombeaux des « Martyrs de Perse » ; il met alors par écrit les récits de leurs morts. Ahhaï doit combattre également les pratiques magiques de certains chrétiens qui s'étaient mêlés aux marcionites et aux manichéens.
À sa mort en 415, le roi Yazdgard Ier choisit le moine Yahb-Alaha comme catholicos.